# Saleh Al-Dawod
Saleh Ibrahim Al-Dawod (24 settembre 1968) è un ex calciatore saudita, di ruolo difensore.